# Петерітя
Петерітя (рум. Peteritea) — село у повіті Марамуреш в Румунії. Входить до складу комуни Віма-Міке.
Село розташоване на відстані 378 км на північний захід від Бухареста, 29 км на південний схід від Бая-Маре, 72 км на північ від Клуж-Напоки.

## Населення
За даними перепису населення 2002 року у селі проживали 273 особи, усі — румуни. Усі жителі села рідною мовою назвали румунську.